# Crissolo
Crissolo (en français, Crusol) est une commune italienne de la province de Coni dans la région Piémont en Italie.

## Géographie
Crissolo se trouve à 1333 m d'altitude, dans la vallée du Pô (une des Vallées Occitanes).
Le Pô, le principal fleuve italien, prend sa source à Pian del Re (2020 m d'altitude), qui est une localité touristique très fréquentée, à la fois en tant que source du Pô et comme base pour des excursions au Mont Viso.

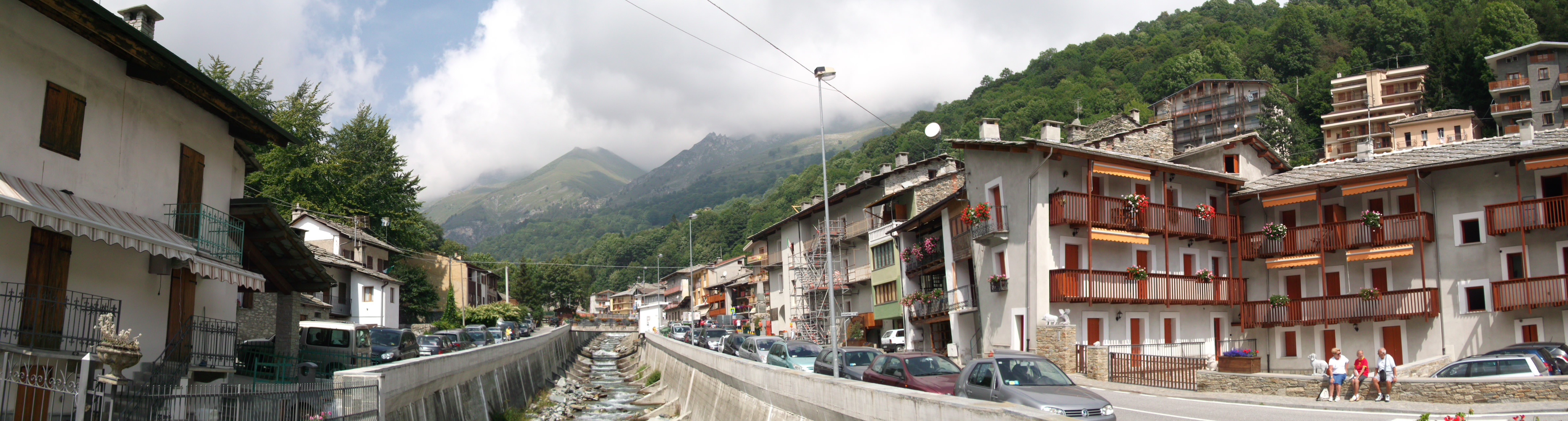

## Culture
Crissolo est situé dans les Vallées Occitanes ; c'est ici que fut fondé, en 1961, l'École du Pô, association de culture provençale alpine.
De ce fait, le patois local (de moins en mois parlé) emprunte des tournures propres aux langues occitanes. Ceci explique également le fait que beaucoup d'habitants de Crissolo parlent couramment français.

## Sports
Crissolo est une étape fréquente du Tour d'Italie.
Crissolo est également un point de départ incontournable du fameux Tour du viso une randonnée qui permet de faire le tour du "géant de pierre", plus haute montagne du piémont
Au-delà de ce "classique", Crissolo offre de nombreuses possibilités de randonnée dans le massif du Viso, notamment au départ du Pian del Re lieu célèbre car il abrite la source du Pô, plus long fleuve d'Italie
Notamment, plusieurs refuges de haute montagne sont accessibles depuis Crissolo :
- Le refuge Quintino Sella, étape de la voie normale du Viso
- Le refuge Giacoletti
- Le refuge de l'Alpetto

À noter également qu'il est possible de rejoindre la France à pied à partir de Crissolo via le col de la traversette et un tunnel, le buco di viso.
L'hiver, Crissolo dispose de 3 remontée mécaniques qui permettront au skieurs d'approcher le Mont Viso et d'une patinoire naturelle en plein air. 
Crissolo dispose également d'un petit parc aventure dans les arbres pour les vacanciers d'été. 

## Fêtes, foires
Citons notamment "la Fiacolata" du 15 août, une grande procession emmenée par le prêtre du village et créé par Don Luigi Destre, (décédé en novembre 2018). à lui seul  célébrité locale, par le nombre d’ascensions du mont viso qu'il totalise.
Chaque année, le jour de l'an donne lieu à une grande soirée sur la place du village 
Crissolo organise également un trail de haute montagne autour du mont-viso 

## Administration
| Période                                  | Période  | Identité              | Étiquette    | Qualité |
| ---------------------------------------- | -------- | --------------------- | ------------ | ------- |
| 1988                                     | 1993     | Luca Curti            |              |         |
| 1993                                     | 1997     | Aldo Perotti          |              |         |
| 1997                                     | 2001     | Aldo Perotti          |              |         |
| 2001                                     | 2006     | Pietro Reverdito      | lista civica |         |
| 2006                                     | 2011     | Pietro Reverdito      | lista civica |         |
| 2011                                     | 2016     | Aldo Giovanni Perotti | lista civica |         |
| 5 Juin 2016                              | En cours | Fabrizio Re           | Lista Civica |         |
| Les données manquantes sont à compléter. |          |                       |              |         |

### Hameaux
Borgo, Falchi-Villata (bivouac), Giacoletti Vitale (refuge), Pian del Re, Pian Giasset, Piano della Regina, Sella Quintino (refuge), Serre, Villa, Serre Uberto, Ciampagna, Bertolini, Fenoglio, Bric

### Communes limitrophes
Bagnolo Piemonte, Bobbio Pellice, Oncino, Ostana, Pontechianale, Villar Pellice

### Évolution démographique
Habitants recensés